# Južnopaštunski jezik
Južnopaštunski jezik (ISO 639-3: pbt; isto i pashtu, pushto, pushtu, quetta-kandahar pashto), jedan od četiri paštunska jezika i jedan od tri člana paštunskog makrojezika [pus]. Govori ga oko 2 680 100 Paštunaca, poglavito u Pakistanu 1 360 000 (2000) i 1 090 000 u Afganistanu (2000). Manje skupine govore ga i u Iranu 113 000 (1993), nadalje 26 100 u UAE (2000) i 4 000 u Tadžikistanu (1970).
U Pakistanu postoje dva dijalekta jugoistočni [pbt-sou] i quetta paštunski [pbt-que], a u Afganistanu jugozapadni [pbt-sop] i kandaharski paštunski [pbt-kan]. 

## Vanjske poveznice
- Ethnologue (14th)
- Ethnologue (15th)